# Ivan Šmeljov
Ivan Sergejevič Šmeljov (rus. Ива́н Серге́евич Шмелёв; Moskva, 3. listopada 1873. – Pariz, 24. lipnja 1950.), ruski emigrantski književnik. 

## Životopis
Odrastao u moskovskoj trgovačkoj obitelji. Nakon završene srednje škole, 1894. godine, pohađao je pravni fakultet na Sveučilištu u Moskvi. Nakon što je diplomirao 1898. godine obnašao je vojnu službu. Kasnije je neko vrijeme radio kao državni službenik, da bi nakon revolucije 1905. godine stekao popularnost svojim djelima koji je opisivao prilike u tadašnjoj Rusiji, uglavnom s kršćanskog i konzervativnog stajališta. Podupirao je Veljačku revoluciju, ali se nakon Listopadske revolucije okrenuo protiv boljševika te došao na Krim, gdje su mu na kraju građanskog rata pobjednički boljševici pogubili sina jedinca koji je služio kao časnik u Bijeloj gardi. Nakon toga emigrira u Pariz, gdje je proveo ostatak života. Većina emigrantskih književnika mu je zamjerala preveliko idealiziranje predrevolucionarne Rusije, ali je nakon propasti SSSR-a ponovno stekao popularnost u domovini. Godine 2000. njegovi i ženini posmrtni ostaci preneseni su u domovinu.

## Vanjske poveznice
- Djela (rus.)
- Životopis (rus.)
- Returning to Russia. Šmeljov (rus.)